# Cycas spherica
Cycas spherica är en kärlväxtart som beskrevs av William Roxburgh. Cycas spherica ingår i släktet Cycas, och familjen Cycadaceae. Inga underarter finns listade i Catalogue of Life.